# بيفان جورج
بيفان جورج (بالإنجليزية: Bevan George) هو لاعب هوكي الحقل أسترالي، ولد في 22 مارس 1977 في ناروجين في أستراليا.

## وصلات خارجية
- بيفان جورج على موقع أوليمبيديا (الإنجليزية)
- بيفان جورج على موقع اللجنة الأولمبية الأسترالية (الإنجليزية)
- بيفان جورج على موقع اتحاد ألعاب الكومنولث (مؤرشف) (الإنجليزية)
- بيفان جورج على موقع دورة ألعاب الكومنولث 2006 (مؤرشف) (الإنجليزية)